# Tipula (Lunatipula) talyshensis
Tipula (Lunatipula) talyshensis is een tweevleugelige uit de familie langpootmuggen (Tipulidae). De soort komt voor in het Palearctisch gebied.